# Vaszilij Konsztantyinovics Blücher
Vaszilij Konsztantyinovics Blücher (oroszul: Васи́лий Константи́нович Блю́хер, 1889. december 1. – 1938. november 9.) orosz katona, a Szovjetunió marsallja volt. Eredeti szakmája szerint esztergályos volt, ám sok munkahelyet megjárt fiatalkorában, és 1910-ben két évnél is több időre börtönbe zárták sztrájkszervezésért. Az első világháborúban Bruszilov 8. hadseregében altisztként szolgált, de sebesülés miatt leszerelték. Az orosz polgárháborúban partizánegységeket szervezett, majd a Távol-Keleti Köztársaság honvédelmi minisztere lett. Ezután Kínában lett a Kuomintang katonai tanácsadója, majd ismét a Távol-Keletre vezényelték. 1937-ben ott volt a Mihail Nyikolajevics Tuhacsevszkij marsallt halálra ítélő bíróságban, 1938-ban azonban már ő maga került a vádlottak padjára, és a Haszan-tavi csatában elszenvedett súlyos veszteségek miatt leváltották, majd börtönbe vetették, ahol belehalt a kínzásokba. 1956-ban rehabilitálták.

## Élete

### Fiatalkora
1889. december 1-jén született Barscsinkában, a Jaroszlavi kormányzóság egyik kis falujában, szegény paraszti család gyermekeként. Apja 14 évesen inasnak adta egy szentpétervári textilüzletbe, később azonban a fiú sokféle munkahelyet megjárt nemcsak itt, de Moszkvában és a Volga vidékén is. Végül Moszkva egyik külvárosában helyezkedett el egy vasútikocsi-javító műhelyben, ahol kapcsolatba került a kommunista mozgalommal. 1910-ben sztrájkszervezés miatt letartóztatták, majd két év nyolc hónap börtönbüntetésre ítélték. Csupán 1913-ban szabadult, és az első világháború kitöréséig Moszkvában dolgozott tovább.
A háború kezdetén besorozták a cári seregbe. A Délnyugati Fronthoz került, ahol azonban négy hónap múlva súlyosan megsebesült, és kórházba került. 1916-ban, egy évi kórházi ápolás után leszerelték, amely után szerelőnek állt, majd 1916-ban belépett a bolsevikok közé. Szovjet források szerint egészen az őrmesteri rendfokozatig vitte, és kétszer tüntették ki Szent György-kereszttel, ám a levéltári kutatások ezeket nem igazolták. Az 1917-es polgári forradalom után a szamarai tartalék ezredhez irányították, hogy terjessze a forradalmi eszméket a katonák között. Bár rokkantsága miatt nehéz volt elérnie felvételét az ezredbe, mégis sikerrel járt, és az 1917-es októberi orosz forradalom idején már a bolsevikok támogatására vezette az ezred katonáit.

### Orosz polgárháború
Az oroszországi polgárháború kitörése után Blücher egy különítménybe került, amelyre azt a feladatot bízták, hogy semmisítse meg a Cseljabinszkot bekerítő kozák csapatokat. A mintegy 500 fős különítmény volt az első segítség, amely elérte a várost 1917. november 20-án. A városban működő eszer-mensevik duma helyett egy forradalmi katonai bizottságot alakítottak, amelynek élére Blücher került. Az erősítéssel együtt nemsokára legyőzték a fehér sereget, és 1918 januárjában elfoglalták a bázisukul szolgáló Orenburgot is.
A Csehszlovák Légió lázadása azonban alapjaiban változtatta meg a hadi helyzetet az Urál vidékén, és az orenburgi vörös csapatokat bekerítették. Mivel a Vörös Hadsereg legközelebbi egységei is 1500 kilométerre voltak, így Blücher útra kelt partizánjai élén, és az Urál mentén haladva több csatát is vívott a fehérekkel. A tervét azonban siker koronázta, és szeptemberre elérték a 3. hadsereget. Itt Blücher egységét beolvasztották a 4. uráli hadosztályba, amelynek élére őt nevezték ki. Egységével együtt részt vett az őszi és téli hadjáratokban, és Perm visszafoglalásában. 1919. január 1-jén kinevezték a 3. hadsereg parancsnokhelyettesévé, majd április 3-án a Vjatkai Erődített Körlet parancsnoka is lett. Ezen hadosztály élén vett részt a Kolcsak admirális elleni harcokban, és a fehéreket egészen a Bajkál-tóig üldözte.
Ezután 1920-ban a Déli Frontra vezényelték, ahol a Kahovkai Erődített Körlet parancsnoka lett. Itt részt vett a Pjotr Vrangel által 1920. október 14-én indított harckocsitámadás visszaverésében, amely a legerősebb volt az orosz polgárháborúban. Ezt követően a Krím-félsziget elfoglalásáért indított hadműveleteben egysége a perekopi és isunyi védőállások megrohanásában tüntette ki magát, és a Vrangel elleni harc ünnepelt hősei lettek.
Ezután Lenin a Távol-Keletre küldte, ahol a japánok szálltak meg orosz területeket, és a fehéreket használták fel érdekeik védelmére. Itt a szovjetek egy ütközőállamot, a Távol-Keleti Köztársaságot hozták létre, és Blücher ennek az államnak lett a hadügyminisztere és hadseregének a főparancsnoka. Azt a feladatot kapta, hogy úgy szerezze vissza a volt orosz területeket, hogy közben nem robbant ki háborút Japánnal. Az irányítása alá rendelt Népi Forradalmi Hadsereget átszervezte, és kiképezte, ütőképes haderőt létrehozva belőle. A Hadsereg egységei 1922 februárjában megrohanták és elfoglalták Volocsajevkát, ezzel véget vetve az orosz polgárháborúnak.

### Kínai szolgálat

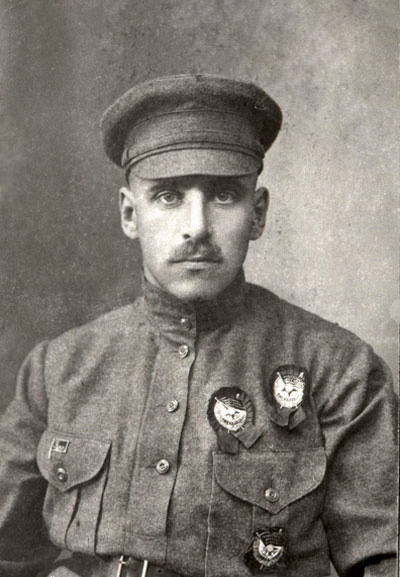
Blücher 1923-ban

Az orosz polgárháború végeztével Blüchert visszahívták a Távol-Keletről, és a szentpétervári 1. lövészhadtest parancsnokává nevezték ki, amely megbízatást 1923 végéig teljesítette. Ekkor katonai tanácsadóként a Kínai Köztársaságba küldték, hogy segítse Szun Jat-szent és a Kuomintangot egy ütőképes hadsereg létrehozásában. Itt a Nemzeti Forradalmi Hadsereg főtanácsadójává nevezték ki, és a sereg hamarosan készen állt arra, hogy hatalmi ellensúlyt képezzen a kínai hadurakkal és seregeikkel szemben. Szun Jat-szen 1925-ös halála után Csang Kaj-sek került az ország élére, és az északi hadjárat sikere után annyira megerősödött, hogy elérte a szovjet tanácsadók kivonását az országból, és szembefordult a Kínai Kommunista Párttal, illegalitásba kényszerítve azt.

### Távol-Kelet
Kínából való visszatérése után 1929 augusztusáig az Ukrajnai Katonai Körzet parancsnokhelyettese volt, majd ismét a Távol-Keletre vezényelték. Itt azt a feladatot kapta, hogy a távol-keleti haderőkből szervezze meg a Távol-keleti Különleges Hadsereget. Erre azért volt szükség, mert Mandzsúria hadura, Csang Hszüe-liang orosz fehér emigránsok segítségével elfoglalta a területén áthaladó 1500 km-es kelet-kínai vasútvonalat, amely már a cárok ideje óta orosz tulajdonban állt. A kínaiak ezen kívül a határ teljes szakaszán ellenségesen léptek fel, és a szovjet vezetés számára úgy tűnt, meg akarják szállni a Tengermelléki határterület szempontjából különösen fontos transzszibériai vasútvonalat.
Október 12-én a Távol-keleti Különleges Hadsereg csapást mért a kínai seregre, elfoglalva Fucsin városát, és mintegy 125 kilométerrel benyomultak a kínai területekre. A határokon lévő fenyegetést a Misan elleni rajtaütéssel, és Konsztantyin Konsztantyinovics Rokosszovszkij 5. kubáni lovasdandárjának bevetésével sikerült semlegesíteni. A hadművetek november 23-án értek véget, ami után a kínaiak békét kértek, elengedték a hadifoglyokat és visszaadták a szovjeteknek az elfoglalt vasútvonalat. Blücher az érdemei miatt elsőként kapta meg 1930 májusában az újonnan alapított Vörös Csillag érdemrendet.
1935-ben az első öt marsallá előléptetett személy között volt. Hamar felismerte a japán terjeszkedésben rejlő veszélyt, és sürgette a távol-keleti területek megerősítését. Javaslata 100 000 fős létszámnövelést tartalmazott, ám az 1938-ban elkészült központi terv ennek csak tizedét, mintegy 10 000 főt irányozott elő. Bár Vorosilov később újabb 23 500 katonát hagyott jóvá, Blücher megtámadta a döntést, és a Katonai Főtanács jelenlétében újratárgyalta az ügyet. Itt döntés született 72 300 fős azonnali, majd az év hátralévő részén további 33 500 fős bővítésről. Ez év júniusában létrehozták a Távol-keleti Frontot, amelynek Blücher lett a parancsnoka.

### Haszan-tavi csata

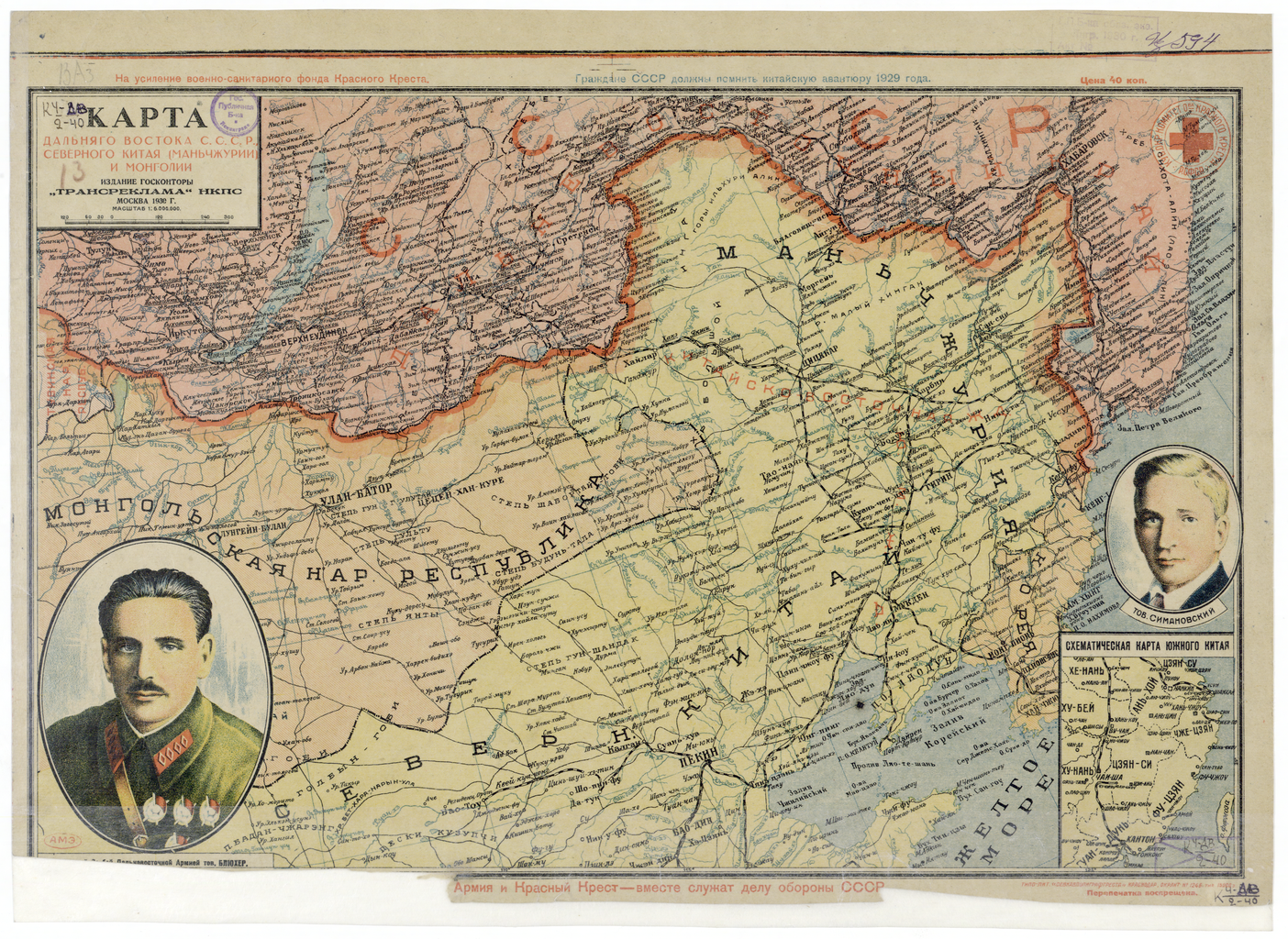
Szovjet térkép a Távol-Keletről 1930-ból, amelynek bal alsó sarkában Blücher látható

Blücher javaslatainak előrelátó voltát a későbbi események igazolták. 1938 júliusában a japánok a Haszan-tó vidékén vonultatták fel erőiket, és követelték a szovjet kormányzatról, hogy a Csangkufeng-magaslatról vonják ki csapataikat, mivel az Mandzsukuóhoz, a japán bábállamhoz tartozik. Mivel ők erre nem voltak hajlandóak, július 29-én támadást indítottak a szovjet állások ellen. A parancsnokság igyekezett megerősíteni a magaslatokat új csapatokkal, ám a szegényes infrastruktúra és a mocsaras terep miatt nehéz volt jelentős csapatokat a területre küldeni, és a két kulcsfontosságú magaslat két napon belül elesett. A rosszul összehangolt ellentámadások kudarcot vallottak, a japánok pedig megvetették a lábukat szovjet területen. A kavarodás olyan nagy volt a szovjet csapatok között, hogy a 40. hadosztály parancsnoka egyszerre három helyről kapott parancsot: a hadseregparancsnoktól, a hadseregtől és a front főhadiszállásától.
Blücher augusztus 2-án kapta meg a parancsot Sztálintól, hogy személyesen irányítsa a térségben folyó hadműveleteket, ám kikötötték neki, hogy Vorosilov engedélye nélkül nem helyezheti át a frontparancsnokságot máshova. Másnap döntés született a 39. lövészhadtest bevetéséről, és utasították Blüchert, hogy az ütközet vezetését adja át a hadtest parancsnokának, Grigorij Sternnek, aki az ő törzsparancsnoka volt. Augusztus 4-én újabb parancs érkezett számára, amelyben utasították, hogy helyezze készültségbe a Távol-keleti Frontot és a Bajkálontúli Katonai Körzetet, valamint erősítse meg a határőrizetet. Ezzel együtt figyelmeztették őket, hogy ne kövessék el ugyanazt a hibát, mint a 40. lövészhadosztály azóta leváltott parancsnoka elkövetett. Az augusztus 6–11. közötti hadműveletek sikerrel jártak, és a japánokat kiszorították a szovjet területekről.
Blücher az egész összecsapás idején nehéz helyzetben volt, hiszen a csata tényleges irányítója Stern volt, akit felhatalmaztak, hogy csak a honvédelmi népbiztosnak jelentsen. Bár Blücher parancsot kapott, hogy személyesen vezesse a támadást, nem tudta elhagyni a habarovszki főhadiszállást, mivel erre is parancs kötelezte. Ezen kívül parancsnoka volt az egész Távol-keleti Frontnak, állandó kapcsolatot kellett tartania a csendes-óceáni flottával és a helyi politikai szervezetekkel. Törzsét a 39. lövészhadtest tisztikarának feltöltésére használták, így megfelelő segítség nélkül maradt teendői intézésében.

### Halála

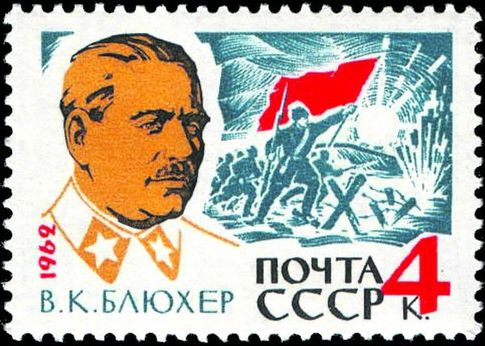
Blücher egy 1962-es szovjet bélyegen

A japánok feletti győzelem ellenére Blücherre és Sternre erős fejmosás várt Moszkvában. Sztálin az események miatt egyértelműen Blüchert tette meg hibásnak, és nagyon felbőszült. 1938. szeptember 4-én leváltották a Távol-keleti Front éléről, és a Katonai Főtanács rendelkezési állományába helyezték. Amíg vesztegelni kényszerült, Vorosilov felajánlotta neki Szocsiban lévő nyaralója használatát.
1938. október 22-én letartóztatták és Moszkvába hurcolták, ahol kínzásnak vetették alá. 18 napig kínozták, és Berija hét esetben személyesen felügyelte a vallatást. A kínzások során Blücher egyik szemét kiverték, hasi szerveit szétzúzták és tüdőembóliát kapott. Végső kétségbeesésében így kiabált: „Sztálin, remélem hallod, hogy mit művelnek velem!” 1938. november 8-án belehalt a sérüléseibe. Sztálin azonnal parancsot adott holtteste elégetésére. Hivatalosan csak 1939. március 10-én ítélték halálra, mint japán kémet. Halála után már csupán két marsallja maradt a Szovjetuniónak: Vorosilov és Bugyonnij.